# Phakapon Boonchuay
Phakapon Boonchuay (thailändisch ภัคพล บุญช่วย; * 20. August 2003) ist ein thailändischer Fußballspieler.

## Karriere
Phakapon Boonchuay erlernte das Fußballspielen in der Jugendmannschaft von Ayutthaya United FC. Hier unterschrieb er am 1. Januar 2021 seinen ersten Profivertrag. Der Verein aus Ayutthaya spielte in der zweithöchsten thailändischen Liga, der Thai League 2. Sein Zweitligadebüt gab er am 27. Februar 2021 im Auswärtsspiel gegen den Samut Sakhon FC. Hier wurde er in der 63. Minute für Datsakorn Thonglao eingewechselt. In seiner ersten Zweitligasaison absolvierte er fünf Spiele. Am Ende der Saison 2023/24 belegte er mit dem Klub den sechsten Tabellenplatz und qualifizierte sich somit für die Aufstiegsspiele zur ersten Liga. Hier konnte man sich jedoch nicht durchsetzen. Im August 2024 wechselte er auf Leihbasis zum ebenfalls in der zweiten Liga spielenden Kasetsart FC.